# Tweede Slag om Mogadishu
De Tweede Slag om Mogadishu was een veldslag in 2006 die uitgevochten werd om de controle over Mogadishu, de hoofdstad van Somalië, te verkrijgen. Tegenover elkaar stonden de Alliance for the Restoration of Peace and Counter-Terrorism (ARPCT) en een militie die loyaal was aan de Unie van Islamitische Rechtbanken (UIR). Het conflict begon midden februari 2006 toen Somalische krijgsheren zich verenigden en zich gezamenlijk keerden tegen de ARPCT om de ontluikende invloed van de UIR uit te dagen. Vermeend wordt dat de Verenigde Staten fondsen leveren voor de ARPCT omdat de VS erop beducht zouden zijn dat de UIR banden had met al-Qaeda. De militie van de UIR won de controle over Mogadishu en de troepen van de ARPCT verlieten de stad.

## Achtergrond
De exacte hervatting van de vijandelijkheden is onbekend, maar tegen 24 maart 2006 meldde de BBC de "ernstigste confrontaties in bijna een decennium" met bijna 70 doden.
In mei 2006 werden de gevechten tussen de krijgsheren en de UIR militie intensiever. De UIR controleerde circa 80% van de stad. Op 4 juni 2006 bestookte de UIR Balad, 50 kilometer ten noorden van de hoofdstad. Balad stond voorheen onder de controle van de groepen loyaal aan Musa Sudi Yalahow. Tegen 5 juni waren minstens 350 mensen, voornamelijk burgers, gedood.
Op 5 juni 2006 ontsloeg de Somalische Eerste Minister Ali Mohamed Gedi vier ministers (die ook clanleiders waren) wier private legers in de gevechten betrokken waren. Gedi ontsloeg volgens de afgevaardigde van de overheid Abdirahman Nur Mohamed Dinari de minister voor Nationale Veiligheid Mohamed Afrah Qanyare, minister van Handel Musa Sudi Yalahow, minister voor Militie Rehabilitatie Botan Ise Alin en de minister voor Religieuze Zaken Omar Muhamoud Finnish. Hij nodigde tevens de moslimrechtbanken uit voor overleg.
Op 6 juni 2006 zond de leider van de UIR, Sjeik Sharif Ahmed, in de hoofdstad de boodschap uit: “Wij wonnen het gevecht tegen de vijand van de Islam. Mogadishu is onder de controle van zijn mensen." Het succes van de UIR werd geweten aan het vermogen van deze Islamitische beweging om zich boven de clanpolitiek te verheffen.
Volgend op de val van Mogadishu werden er twee wedijverende bijeenkomsten gehouden. De grootste clan van Mogadishu, de Abgals, hield een bijeenkomst in het noorden van de stad, waarop zo'n 3000 personen zouden zijn geteld. Associated Press meldt dat de demonstranten riepen “Wij hebben geen islamitische misleiding nodig” en “We willen geen moslimrechtbanken, wij willen vrede!”. Er was een wedijverende bijeenkomst ter ondersteuning van de UIR. Op deze bijeenkomst werd Sjeik Sharif Ahmed geciteerd met “Tot we een islamitische staat hebben zullen we doorgaan met de islamitische strijd in Somalië”, aan een groep van circa 500 demonstranten.
Van de overblijvende groepen van de ARPCT werd gezegd dat ze gevlucht waren naar Jowhar.
Na een impasse van ongeveer acht dagen viel op 14 juni 2006 de UIR de overblijvende troepen van de ARPCT aan in Jowhar en belegerden zij de stad. Ali Mohamed Gedi verzocht vervolgens om vredestroepen van de Afrikaanse Unie. Omliggende landen als Kenia stelden sancties in tegen de vluchtende krijgsheren en beletten hun de toegang tot hun land.

## Steun van de Verenigde Staten voor de ARPCT
Michael Zorick (vertegenwoordiger van het Amerikaanse State Department in Somalië) die gestationeerd was in Nairobi, werd overgeplaatst naar Tsjaad nadat hij een boodschap naar Washington verzonden had waarin hij de politiek van Washington bekritiseerde van het betalen van de Somalische krijgsheren. De krant The New York Times meldde: "De Amerikaanse activiteiten in Somalië zijn goedgekeurd door topbeambten in Washington en werden herbevestigd tijdens een bijeenkomst van de Nationale Veiligheidsraad over Somalië in maart"
Op 7 juni 2006 bekritiseerde de president van Congo-Brazzaville en het huidige hoofd van de Afrikaanse Unie de Verenigde Staten voor hun betrokkenheid in de gevechten in Mogadishu volgend op zijn ontmoeting met president George W. Bush en de minister van Buitenlandse Zaken Condoleezza Rice.